# Лос Текес
Лос Текес (на испански: Los Teques) е град във Венецуела. Населението му е 194 655 жители (по данни от 2011 г.). Основан е през 1777 г. Температурата варира между 18 – 26 градуса. На 3 ноември 2006 г. в града отваря метро. Намира се в часова зона UTC-4:30.